# João Anzanello Carrascoza
João Anzanello Carrascoza (Cravinhos, 8 de maio de 1962) é um escritor brasileiro, redator publicitário e professor na Escola de Comunicações e Artes da Universidade de São Paulo (ECA/USP) e no programa stricto-sensu da Escola Superior de Propaganda e Marketing (ESPM). É considerado uma das grandes revelações da ficção brasileira e um dos maiores contistas contemporâreos.

## Formação
De ascendência espanhola e italiana, graduou-se, em 1983, em Comunicação social com habilitação em Publicidade e propaganda pela Escola de Comunicações e Artes da Universidade de São Paulo (ECA/USP) onde também concluiu mestrado, em 1999, sob orientação de Tupã Gomes Correa com a dissertação O algo mais na publicidade brasileira nos anos 90, em que buscou sistematizar o conhecimento sobre o texto publicitário no Brasil, tendo como foco sua rede semântica. No mesmo ano, o trabalho foi publicado como livro com o título A evolução do texto publicitário. Doutor em 2003, orientado por Ivan Santo Barbosa, também pela ECA/USP, defendeu a tese Razão e mais sensibilidade no texto publicitário, publicada em 2003 como livro, trazendo prefácio escrito pelo publicitário Washington Olivetto.
No período de 2012 a 2014 desenvolveu pesquisa de pós-doutorado na Universidade Federal do Rio de Janeiro sobre a interface Publicidade e Literatura.
João Anzanello Carrascoza participou de programas de escritores residentes, como o Château de Lavigny, na Suíça, e a Ledig House, nos Estados Unidos.

## Carreira
Como redator publicitário trabalhou em agências de propaganda como Young & Rubicam e JWThompson, atuou por mais de vinte anos nessa área, elaborando campanhas promocionais e publicitárias.
Em 1991 ingressou como professor assistente no Departamento de Relações Públicas, Propaganda e Turismo (CRP) da ECA/USP, colaborando com as aulas de Redação e linguagem publicitária ministradas pelo publicitário e professor Roberto Duailibi. Com a saída de Roberto Duailibi, em 1992, João Anzanello Carrascoza assumiu as disciplinas.
Em 2004 também passou a atuar como docente no Programa de pós-graduação em Comunicação e práticas de consumo na Escola Superior de Propaganda e Marketing - ESPM.
Como escritor publicou suas primeiras histórias, nos anos 1980, em jornais de São Paulo e Minas Gerais. Na mesma época frequentou a oficina literária Três Rios ministrada pelo escritor João Silvério Trevisan. Foi neste período que surgiu seu primeiro livro Hotel solidão, vencedor em 1992 do Prêmio Paraná de Literatura na categoria conto. No entanto, Carrascoza considera que sua estreia ocorreu, de fato, em 1991 com a obra infantil As flores do lado de baixo. O autor realizou adaptações de clássicos da literatura, para público infantojuvenil: O livro da selva, de Rudyard Kipling, Pollyanna, de Eleanor Porter, O médico e o monstro, de Robert Louis Stevenson e A ilha do tesouro, de Robert Louis Stevenson.
O vaso azul (1998), com contos mais apurados, segundo a crítica, ganhou os prêmios Eça de Queiroz e Guimarães Rosa, este último patrocinado pela Radio France Internationale, além de uma indicação ao Prêmio Jabuti. Publicou Duas tardes pela Boitempo Editorial, recebendo mais uma indicação ao Prêmio Jabuti, em 2003. Para o escritor Marcelo Rubens Paiva esta obra é marcada por "muita sensibilidade e sofisticação literária.".

Seu primeiro romance, Aos 7 e aos 40, publicado pela Cosac Naify em 2013, traz elementos que o autor considera próprios da maturidade:
Ao longo do tempo, passei a entender que, em literatura, não só as palavras são necessárias, mas a não-palavra, o silêncio também tem seu valor. O ofício de redator me fez entender esse peso das palavras, do silêncio e o quanto a tensão é importante para a narrativa.
Nesta obra, Carrascoza escreveu que “o presente é feito de todas as ausências”. Em Caderno de um ausente, publicado pela mesma editora no ano seguinte, essa ideia se materializa de forma contundente, alçada por um lirismo poucas vezes visto na literatura brasileira. Por esse trabalho recebeu o Prêmio FNLIJ, da Fundação Nacional do Livro Infantil e Juvenil, na categoria Jovem e foi um dos ganhadores no 57º Prêmio Jabuti.
Além das importantes premiações nacionais e internacionais recebidas, seus livros foram traduzidos para diversos idiomas. A coletânea de contos O volume do silêncio (2006), publicado pela Cosac Naify, ganhou uma edição espanhola pela editora Baile del Sol em 2011. Em 2017, a editora Sesi-SP relançou essa antologia, mantendo a apresentação feita pelo crítico literário Alfredo Bosi e o posfácio elaborado pelo escritor Nelson de Oliveira.

Em 2019 foi um dos cinco finalistas do 63° Prêmio Jabuti na categoria Literatura Juvenil por Caleidoscópio de vidas (2019), publicado pela FTD e, ainda em 2019, publicou o romance Elegia do irmão. Em 2020 publicou, pela editora Nós, Conto para uma só voz,  escrito em uma residência literária que o autor fez na Índia. Em 2021, lançou Tramas de meninos livro de contos em que, segundo Stefania Chiarelli, professora de Literatura brasileira e colunista do Jornal Estado de Minas, Carrascoza 
reafirma a potência terna do autor, com a reunião de histórias sobre infância e família narradas com maestria.

## Obras

### Influências
Em entrevista concedida ao escritor André Balbo, João Anzanello Carrascoza revelou que sua formação foi influenciada por poesias lidas em sua juventude, destacando-se autores como Graciliano Ramos, João Cabral de Melo Neto, Carlos Drummond de Andrade, Manuel Bandeira, Raduan Nassar e William Faulkner. Carrascoza também recebeu influências de autores da literatura latino-americana como Gabriel García Márquez, Júlio Cortázar, Jorge Luis Borges, Mario Vargas Llosa, Juan Carlos Onetti, dentre outros, sendo que as obras brasileiras de Clarice Lispector e Guimarães Rosa contribuíram em sua formação como autor da literatura brasileira contemporânea.

### Estilo literário
Suas produções exploram a complexidade das relações de parentesco e de amizade, com narrativas perpassadas por poesia. Em sua criação literária, o conto é a forma privilegiada de expressão. O escritor afirma:
Sou um contador de histórias e os contos permitem que contemos várias delas de forma mais rápida. Quando você passa muito tempo fazendo um romance, conta apenas uma história.

### Crítica literária
As obras de João Carrascoza foram bem recebidas por grandes nomes do cenário literário como o escritor Raduan Nassar e o crítico literário Alfredo Bosi. Para o escritor e jornalista Márwio Câmara,
Se o tempo pode ser justo para cada um, não se sabe. Mas para a escrita de João Anzanello Carrascoza não há sombra de dúvida. Um prosador fundamental na literatura brasileira contemporânea.

### Lista de obras
João Carrascoza é autor de mais de vinte e cinco livros, entre contos, romances, adaptações de clássicos da literatura universal, obras infanto-juvenis e também de não-ficção na área da publicidade.
Romances
- 2019: Elegia do irmão (Alfaguara)[38]
- 2017: Trilogia do adeus - 1. Caderno de um ausente; 2. Menina escrevendo com o pai; 3. A pele da terra (Alfaguara)
- 2014: Caderno de um ausente (Cosac Naify)
- 2013: Aos 7 e aos 40 (Cosac Naify)

Contos
- 2021: Tramas de meninos (Alfaguara)
- 2020: Conto para uma só voz (Nós)
- 2016: Tempo justo (SM)
- 2016: Diário das coincidências - crônicas do acaso e histórias reais (Alfaguara)
- 2016: Linha única (SESI-SP)
- 2012: Aquela água toda (Cosac Naify)
- 2011: Amores mínimos (Record)
- 2010: Espinhos e alfinetes (Record)
- 2006: O volume do silêncio (Cosac Naify)
- 2004: Dias raros (Planeta)
- 2004: Meu amigo João (Melhoramentos)
- 2002: Duas tardes (Boitempo)
- 1998: O vaso azul (Ática)
- 1994: Hotel solidão (Scritta)

Infanto-juvenil
- 2020: Caleidoscópio de vidas (FTD)
- 2017: Caixa de brinquedos (SM)
- 2014: O vendedor de sustos (FTD)
- 2011: A vida naquela hora (Scipione)
- 2010: A terra do lá (Positivo)
- 2010: Prendedor de sonhos (Scipione)
- 2008: Meu avô espanhol (Panda Books)
- 2007: O homem que lia as pessoas (SM)
- 2005: O menino que furou o céu (Scipione)
- 2004: Elas – coautoria de Ivana Arruda (Callis)
- 2003: Aprendiz de inventor (Ática)
- 2003: Ladrões de histórias (Atual)
- 2002: Histórias para sonhar acordado (Scipione)
- 2002: Quadradinha e redondela (Melhoramentos)
- 2000: O jogo secreto dos alquimistas (Atual)
- 1997: Zoomágicos (Formato)
- 1995: A lua do futuro (Ática)
- 1991: As flores do lado de baixo (Melhoramentos)

Adaptações de clássicos da literatura universal
- 2009: O livro da selva, de Rudyard Kipling (Scipione)
- 2006: Pollyanna, de Eleanor Porter (Ática)
- 2003: O médico e o monstro, de Robert Louis Stevenson (Scipione)
- 2002: A ilha do tesouro, de Robert Louis Stevenson (Scipione)

Não-ficção - criações publicitárias
- 2009: Tramas publicitárias – coautoria de Christiane Santarelli (Ática)
- 2008: Do caos à criação publicitária: processo criativo, plágio e ready-made na publicidade (Saraiva)
- 2004: Razão e sensibilidade no texto publicitário: como são feitos os anúncios que contam histórias (Saraiva)
- 2003: Redação publicitária: estudos sobre a retórica do consumo (Saraiva)
- 1999: A evolução do texto publicitário: a associação de palavras como elemento de sedução na publicidade (Saraiva)

Obras publicadas no exterior
- 2015 - A sept et à quarante ans. Tradução de Paula Anacaona. Editora Anacaona, França. ISBN: 978-2-918799-56-6
- 2014 - Le football au Brésil (contos). Editora Anacaona, França. ISBN: 978-2-918799-48-1
- 2011 - Je suis favela (contos). Editora Anacaona, França. ISBN: 978-2-918799-01-6

## Prêmios
2020
46º Prêmio FNLIJ, categoria Jovem Hors-concours (Fundação Nacional do Livro Infantil e Juvenil - FNLIJ) - Com a publicação Caleidoscópio de vidas (FTD).
2019
Prêmio Catedra 10, categoria Seleção (Cátedra Unesco de Leitura, BLLIJ - PUC-Rio) - Com a publicação Caleidoscópio de vidas (FTD).
2018
44ª Prêmio FNLIJ, categoria Jovem - Com a publicação Catálogo de perdas.
Prêmio Orígenes Lessa, categoria o melhor para o jovem (Fundação Nacional do Livro Infantil e Juvenil - FNLIJ) - Com a publicação Catálogo de perdas.
2017
24ª Prêmio Literário Biblioteca Nacional, Prêmio Glória Pondé - Com a publicação Tempo justo (Edições SM).
2016
Rumos Itaú Cultural 2015-2016 - com livro Catálogo de perdas (Sesi-SP Editora). Realizado com o apoio do programa Rumos Itaú Cultural.
2015
Prêmio Livro Juvenil Altamente Recomendável, categoria criança (Fundação Nacional do Livro Infantil e Juvenil) - Com a publicação Vendedor de sustos (FTD).
57º Prêmio Jabuti, categoria romance (Câmara Brasileira do Livro) - Com a publicação Caderno de um ausente (Cosac Naify).
2014
Prêmio Orígenes Lessa, categoria o melhor para o jovem - Com a publicação Aos 7 e aos 40.
Rumos Itaú Cultural 2013-2014 - Produção do livro Linha única.
2013
55º Prêmio Jabuti, categoria contos e crônicas - Com a publicação Aquela água toda.
Prêmio Orígenes Lessa – categoria o melhor para o jovem - Com a publicação Aquela água toda.
2012
Prêmio APCA, categoria contos - Com a publicação Aquela água toda.
2007
49ª Prêmio Jabuti, categoria Contos e Crônicas - Com a publicação O volume do silêncio (Cosac Naify).
2000
Prêmio Eça de Queiroz - Especial do Júri, categoria contos (UBE Rio de Janeiro) - Com a publicação O vaso azul.
1996
Prêmio VI Projeto Nascente, categoria texto (USP/Editora Abril) - Com a publicação Oito moradas (depois intitulado O vaso azul).
1993
Prêmio Guimarães Rosa (Radio France Internationale-Paris) - Com o conto O vaso azul.
1992
 

Prêmio no XIV Concurso Nacional de Contos do Paraná - Com a publicação Vias de aprendizagem (depois intitulado Hotel solidão).